# Pat Toomey
Pour les articles homonymes, voir Toomey.
Patrick Joseph Toomey, dit Pat Toomey, né le 17 novembre 1961 à Providence (Rhode Island), est un homme politique américain. Membre du Parti républicain, il est l'un des élus de la Pennsylvanie à la Chambre des représentants des États-Unis de 1999 à 2005 et au Sénat des États-Unis de 2011 à 2023.

## Biographie
Pat Toomey est élu à la Government Study Commission de la ville d'Allentown en 1994. En 1998, il se présente à la Chambre des représentants des États-Unis dans le 15e district de Pennsylvanie. Il est élu avec 55 % des voix face au démocrate Roy Afflerbach. Il est réélu en 2000 et 2002 avec respectivement 53,3 % et 57,4 % des suffrages face au démocrate Edward O'Brien.
En 2004, il choisit de quitter la Chambre des représentants pour se présenter au Sénat. Lors de la primaire républicaine, il affronte le sénateur sortant Arlen Specter. Il se présente en adversaire conservateur de Specter qu'il juge « trop libéral ». Le sortant est cependant soutenu par le Président George W. Bush et le sénateur ultraconservateur Rick Santorum,. À l'approche de la primaire, Toomey se rapproche de Specter dans les enquêtes d'opinion. Il est battu de justesse par Specter, avec 49,18 % des suffrages, soit un écart de 17 000 voix sur un total d'un million. Specter est facilement réélu lors de l'élection générale avec 53 % des voix contre 42 % pour le démocrate Joe Hoeffel.

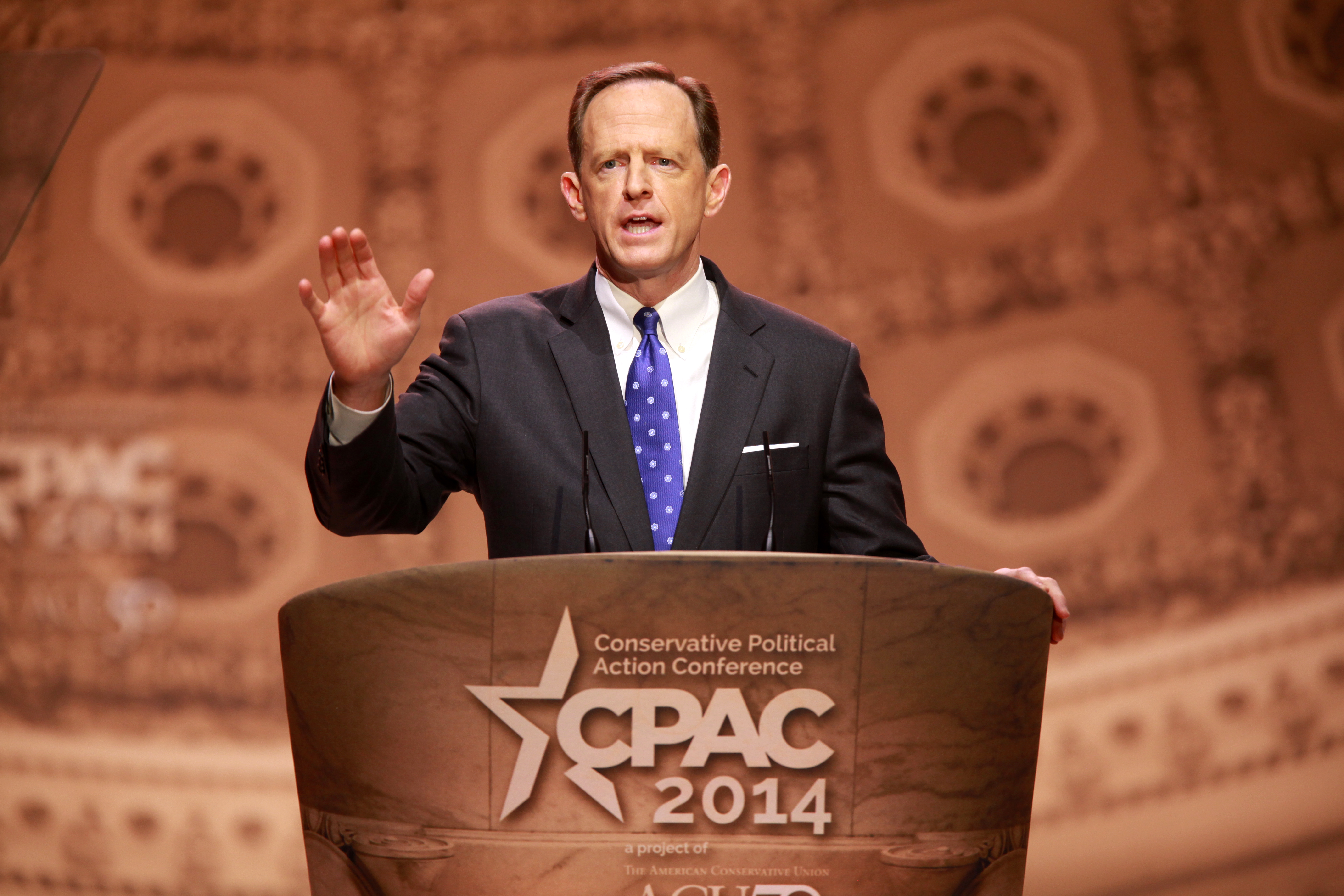
Toomey s'exprimant à la Conservative Political Action Conference (CPAC) de 2014.

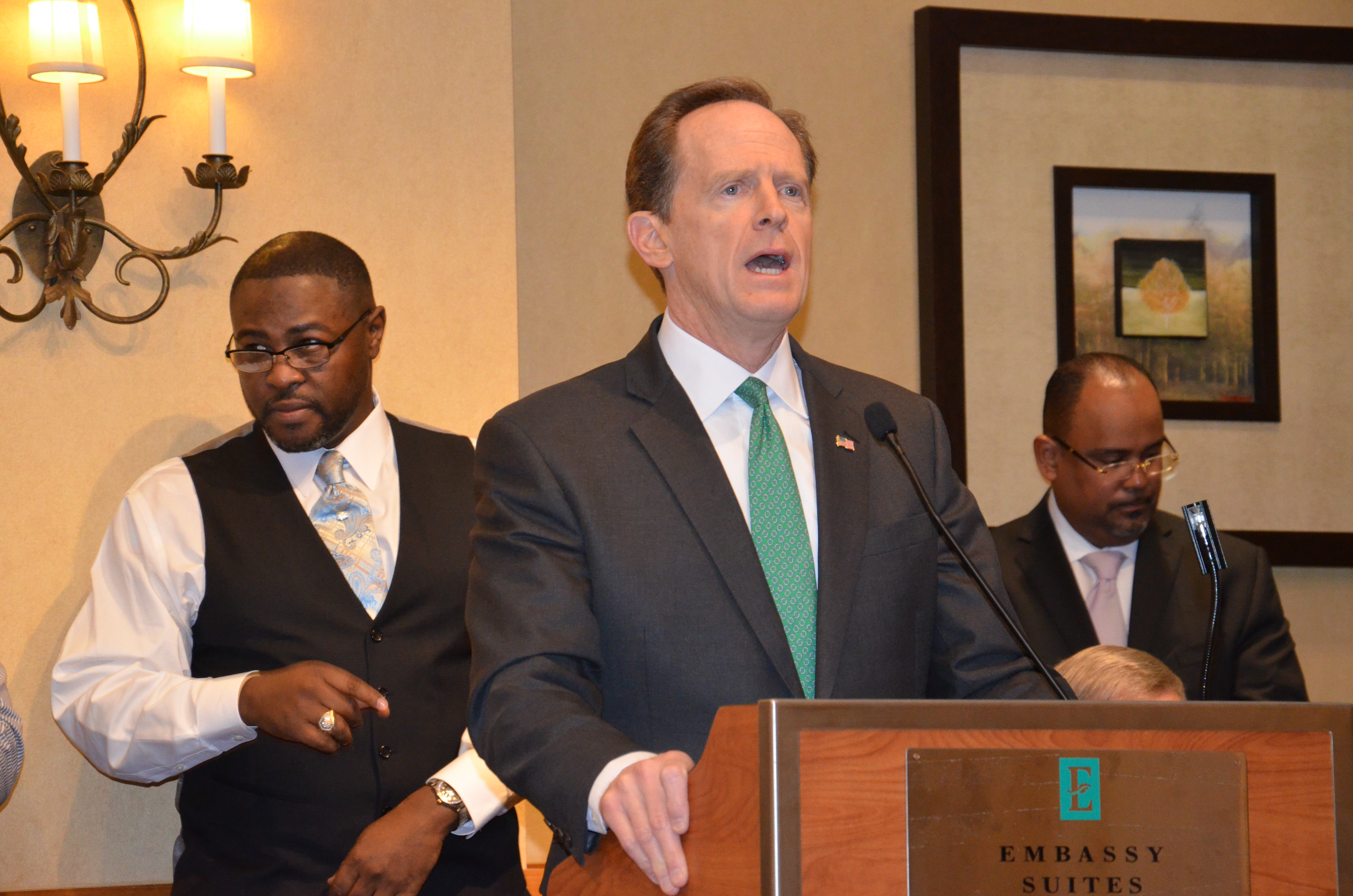
Pat Toomey en 2016.

Au printemps 2009, après le vote de Specter en faveur du plan de relance économique d'Obama, Pat Toomey annonce qu'il sera à nouveau candidat face au sénateur. Il est alors le favori des sondages pour la primaire républicaine, la plupart des républicains modérés de Pennsylvanie ayant rejoint le Parti démocrate. Quelques semaines plus tard, Specter quitte le Parti républicain et rejoint les démocrates. Tandis que Toomey remporte facilement la primaire républicaine avec 81 % des suffrages, Arlen Specter est battu par le représentant Joe Sestak, qui le concurrence sur sa gauche. L'élection devient l'une des plus serrées du pays. Toomey arrive cependant en tête des sondages durant la campagne. Porté par la vague républicaine nationale, il est élu avec 51 % des voix contre 49 % pour Sestak,.
Il est candidat à un second mandat en 2016. Il est considéré comme en danger dans un État qui vote pour les démocrates à chaque élection présidentielle depuis 1992. Il affronte la démocrate Katie McGinty, qui bat Sestak lors de la primaire démocrate. Durant la campagne, McGinty tente de lier Toomey à Donald Trump. De son côté, le sénateur tente de se démarquer de Trump tout en liant McGinty à Hillary Clinton. Même si les deux candidats à l'élection présidentielle sont impopulaires, Clinton devance largement Trump dans les sondages en Pennsylvanie. Si Toomey réalise un meilleur score que Trump dans les enquêtes d'opinion réalisées au mois d'août, il est souvent donné battu par McGinty. L'avance de McGinty reste cependant dans la marge d'erreur et l'élection, indécise, est considérée comme celle pouvant faire basculer le Sénat. Toomey réussit à être réélu, notamment porté par ses bons scores dans la banlieue de Philadelphie. Trump remporte également la Pennsylvanie de justesse, mais il profite de ses résultats dans les parties plus rurales l'État.

## Positions politiques
Se présentant comme conservateur lors des primaires de 2004 et 2010, Pat Toomey se montre par la suite plus modéré,.
Il est notamment considéré comme un modéré sur la question des armes à feu au sein du Parti républicain. Après la tuerie de l'école primaire Sandy Hook, il propose avec le sénateur démocrate Joe Manchin une loi pour augmenter les contrôles lors de la vente d'armes à feu, notamment sur internet et lors des gun shows. La loi n'atteint cependant pas les 60 voix nécessaires à son adoption par le Sénat. Après la tuerie d'Orlando, il se prononce en faveur d'une législation empêchant les personnes soupçonnées de terrorisme d'acheter une arme.
Lors des primaires présidentielles de 2016, il soutient son collègue Marco Rubio. Lorsque celui-ci se retire de la course, Toomey choisit de voter pour Ted Cruz.
Après les événements du 6 janvier 2021, il prend très nettement ses distances avec Donald Trump.
Pat Toomey est un des sept sénateurs républicains qui votent avec les 50 sénateurs démocrates pour la condamnation de Donald Trump lors du second procès en destitution de ce dernier devant le Sénat, qui se termine par l'acquittement de l'ex-président, prononcé le 13 février 2021 par le Sénat, la majorité des deux tiers n'ayant pas été atteinte. Les sept sénateurs républicains qui votent pour la condamnation sont : Susan Collins (Maine), Lisa Murkowski (Alaska), Mitt Romney (Utah), Ben Sasse (Nebraska), Pat Toomey (Pennsylvanie), Richard Burr (Caroline du Nord) et Bill Cassidy (Louisiane). Après l'acquittement, la présidente de la Chambre des représentants des États-Unis Nancy Pelosi déclare : « Je salue les sénateurs républicains qui ont voté selon leur conscience et pour notre pays. Le refus des autres sénateurs républicains de tenir Trump pour responsable d'avoir déclenché une violente insurrection pour s'accrocher au pouvoir sera considéré comme l'un des jours les plus sombres et des actes les plus déshonorants de l'histoire de notre nation ».
Plaidant en faveur d'un strict conservatisme fiscal, il s'élève contre le projet de l’administration Biden d'introduire au niveau mondial un taux minimum d’imposition de 15 % sur les multinationales, le jugeant « délirant ».